# Macodes pulcherrima
Macodes pulcherrima är en orkidéart som beskrevs av Rudolf Schlechter. Macodes pulcherrima ingår i släktet Macodes och familjen orkidéer. Inga underarter finns listade i Catalogue of Life.